# لیدیا میراوی
لیدیا میراوی (عربی: ليديا مونيا ميراوي؛ زادهٔ ۲۴ سپتامبر ۱۹۹۱) بازیکن فوتبال اهل الجزایر است.
از باشگاه‌هایی که در آن بازی کرده‌است می‌توان به باشگاه فوتبال زنان فرایبورگ و باشگاه فوتبال زنان المپیک لیون اشاره کرد.
وی همچنین در تیم ملی فوتبال Algeria بازی کرده‌است.